# Hagecius (cràter)
Hagecius és un cràter d'impacte situat a la part sud-est de la cara visible de la Lluna. Forma part d'una formació triangular amb els cràters Rosenberger (cap al nord-nord-oest) i Nearch (cap a l'oest-nord-oest). Com els seus dos companys, ha patit els efectes de l'erosió per impactes posteriors, i la vora exterior apareix desgastada i irregular. El costat sud-est en particular té superposats tres cràters més petits, designats Hagecius C, Hagecius B i Hagecius G.

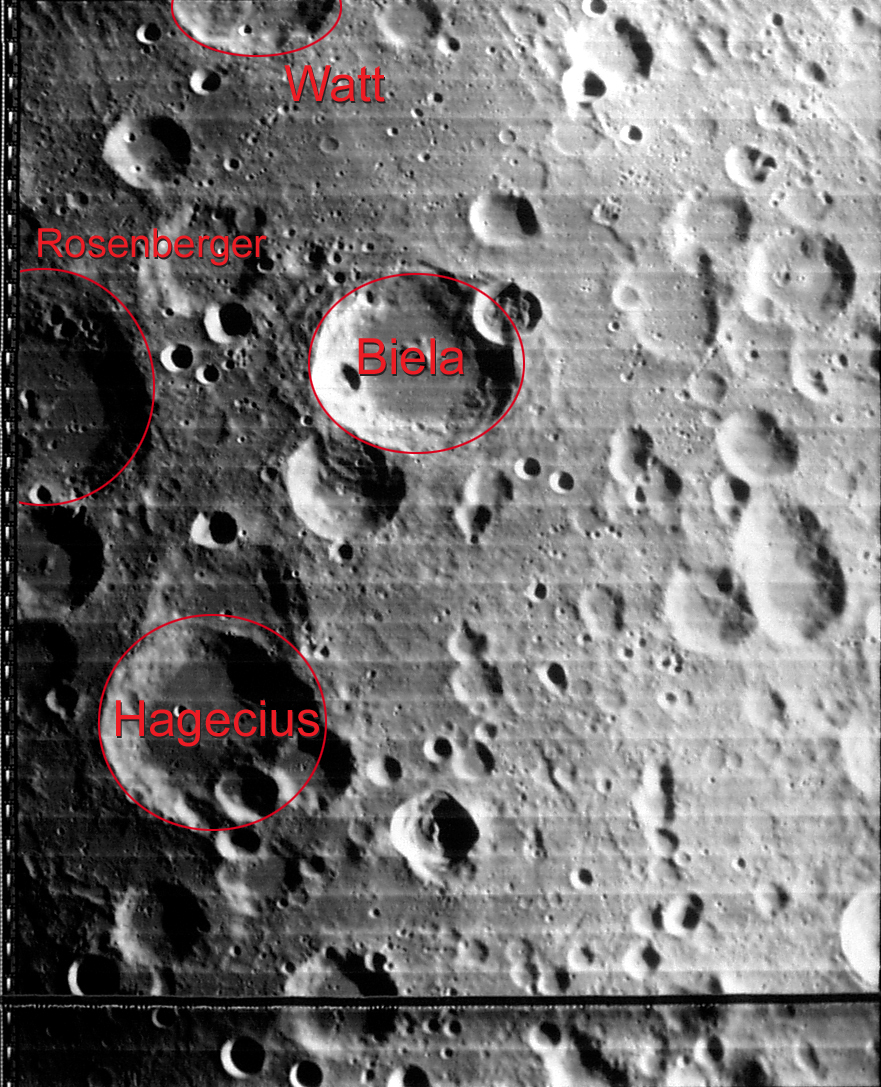
Localització d'Hagecius (inferior esquerra de la imatge)
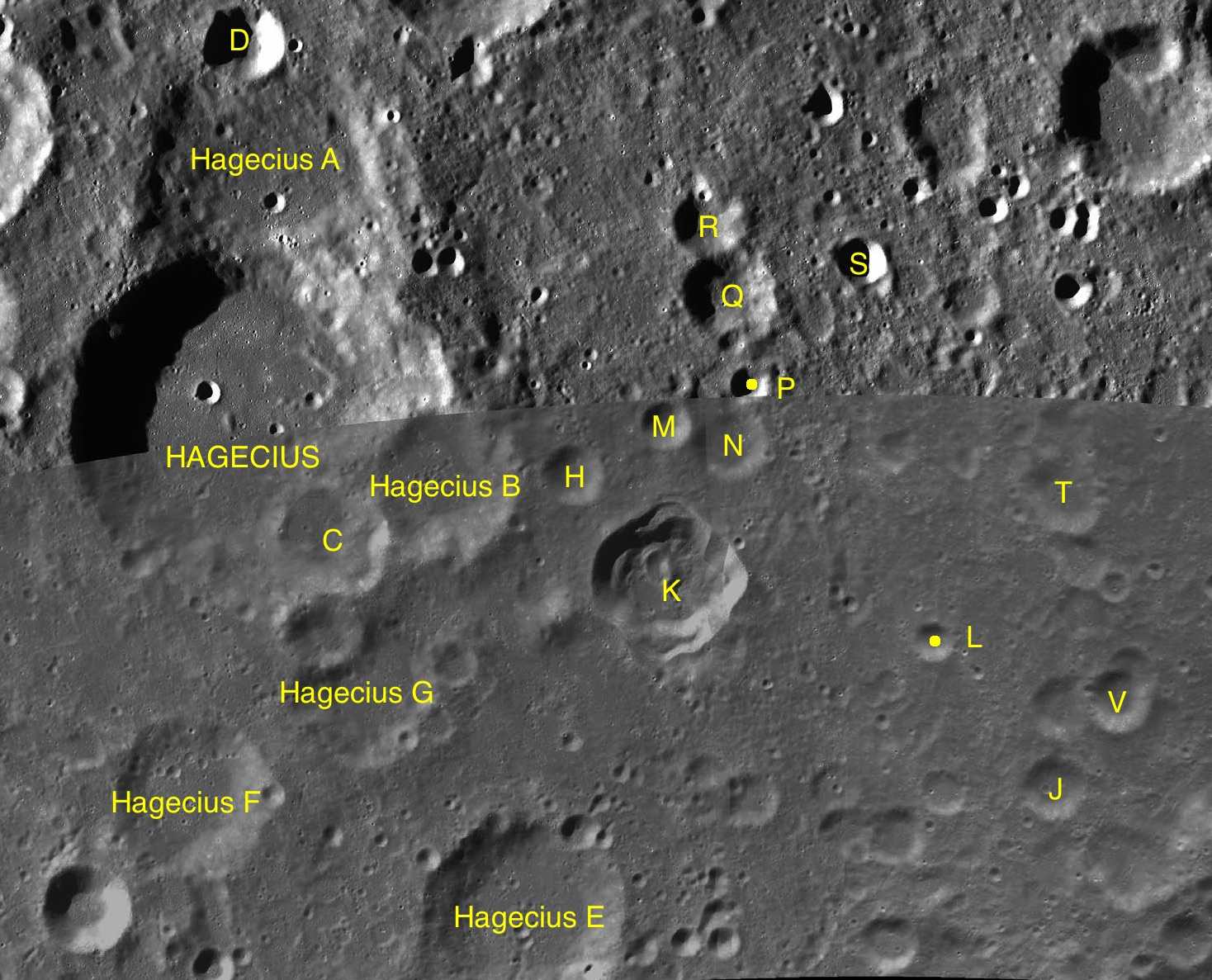
Cràters satèl·lit

El sòl interior de Hagecius és considerablement pla, sense elevacions significatives. Presenta un petit cràter cap a l'oest, al nord del punt mig, i uns diminuts cràters que marquen la meitat sud-est de la planta. Al voltant d'un terç de la plataforma interior d'aquest costat està ocupada per les rampes exteriors dels tres cràters satèl·lit esmentats anteriorment.
Al nord-est del cràter Hagecius apareix Biela, una formació més recent d'aspecte particular.

## Cràters satèl·lit
Per convenció aquests elements són identificats en els mapes lunars posant la lletra en el costat del punt central del cràter que està més proper a Hagecius.
| Hagecius | Coordenades                          | Diàmetre |
| -------- | ------------------------------------ | -------- |
| A        | 58° 12′ S, 47° 12′ E / 58.2°S,47.2°E | 61 km    |
| B        | 60° 24′ S, 48° 54′ E / 60.4°S,48.9°E | 34 km    |
| C        | 60° 42′ S, 47° 30′ E / 60.7°S,47.5°E | 24 km    |
| D        | 57° 06′ S, 47° 00′ E / 57.1°S,47.0°E | 17 km    |
| E        | 63° 18′ S, 49° 06′ E / 63.3°S,49.1°E | 44 km    |
| F        | 62° 18′ S, 44° 48′ E / 62.3°S,44.8°E | 36 km    |
| G        | 61° 48′ S, 47° 36′ E / 61.8°S,47.6°E | 30 km    |
| H        | 60° 24′ S, 50° 42′ E / 60.4°S,50.7°E | 13 km    |
| J        | 62° 36′ S, 57° 48′ E / 62.6°S,57.8°E | 14 km    |
| K        | 61° 12′ S, 52° 00′ E / 61.2°S,52.0°E | 31 km    |
| L        | 61° 30′ S, 55° 42′ E / 61.5°S,55.7°E | 8 km     |
| M        | 60° 00′ S, 52° 00′ E / 60.0°S,52.0°E | 10 km    |
| N        | 60° 12′ S, 53° 06′ E / 60.2°S,53.1°E | 16 km    |
| P        | 59° 48′ S, 53° 12′ E / 59.8°S,53.2°E | 7 km     |
| Q        | 59° 12′ S, 53° 00′ E / 59.2°S,53.0°E | 20 km    |
| R        | 58° 42′ S, 52° 42′ E / 58.7°S,52.7°E | 15 km    |
| S        | 59° 00′ S, 54° 36′ E / 59.0°S,54.6°E | 10 km    |
| T        | 60° 36′ S, 57° 24′ E / 60.6°S,57.4°E | 14 km    |
| V        | 61° 54′ S, 58° 18′ E / 61.9°S,58.3°E | 14 km    |